# Делаван Лејк (Висконсин)
Делаван Лејк (енгл. Delavan Lake) насељено је место без административног статуса у америчкој савезној држави Висконсин.

## Демографија
По попису из 2010. године број становника је 2.649, што је 297 (12,6%) становника више него 2000. године.
| Група             | 2000.         | 2010.         |
| Белци             | 2.119 (90,1%) | 2.359 (89,1%) |
| Афроамериканци    | 8 (0,3%)      | 15 (0,6%)     |
| Азијати           | 10 (0,4%)     | 9 (0,3%)      |
| Хиспаноамериканци | 200 (8,5%)    | 246 (9,3%)    |
| Укупно            | 2.352         | 2.649         |